# 本田邦久
本田邦久（ほんだ くにひさ、昭和20年（1945年）6月15日 -）は、日本の囲碁棋士。関西棋院所属、橋本宇太郎九段門下、九段。NHK杯戦優勝、関西棋院第一位決定戦優勝4回。布石では小目を多用する。人柄は温厚だが、盤上では相手の意図に反発して難解な接触戦になることが多い。趣味は山登り。

## 経歴
石川県金沢市出身、14歳で橋本宇太郎に入門。1961年入段。1969年名人戦リーグ入り。1973年九段。1975年に関西棋院第一位決定戦の決勝で大山国夫を破って初優勝。1984年にNHK杯戦の決勝で、武宮正樹を破って優勝。
優勢な時の手堅さを「コンクリート」と称されたこともある。1989年の世界囲碁選手権富士通杯予選の上村邦夫八段戦では、先番41手まで中押し勝ちし、これは歴代2位の短手数記録。
若手時代のあだなは「ポンタ」だった。
2020年6月15日に引退、通算1181勝667敗2分。

### タイトル歴
- NHK杯戦 1984年
- 関西棋院第一位決定戦 1975、76、97、2001年

### その他の棋歴
国内棋戦
- プロ十傑戦 10位 1969年
- NHK杯戦 準優勝 1998年
- リコー杯ペア碁選手権戦 優勝 1998、99年（ともに青木喜久代とペア）
- 山陽特別二番碁 2002年 0-2 羽根直樹
- 棋聖戦リーグ 3期、名人戦リーグ 7期、本因坊戦リーグ 1期

国際棋戦
- 日中囲碁決戦
  - 1984年 1-2 劉小光
  - 1985年 1-2 聶衛平
  - 1988年 1-2 劉小光
- CSK杯囲碁アジア対抗戦
  - 2002年 0-2（×朴永訓、×王磊）

## 著作
- 『楽しい詰め碁入門 中級編』山海堂 1985年

（2002年に『中級者の詰碁入門』に改題）
- 『ヨセの強化トレーニング』マイナビ 2012年

（別冊月刊碁学の同題本の再版）